# Gifkikker
Gifkikker is een satirisch underground-tijdschrift dat in Nederland vanaf januari 1980 onregelmatig verscheen. Er kwamen 16 nummers uit, het laatste in december 1982.

## Inhoud
Gifkikker was een 'funzine', dat op een specifieke, soms venijnige manier onderwerpen aansneed: lectuur en literatuur, cultuur en tegencultuur, politiek en flauwekul, religie en actualiteit. Het tijdschrift onderscheidde zich mede door een kameleontische vormgeving: een vergaande tekst-beeldintegratie binnen een voor die tijd innovatieve paginaopmaak, met traditionele grafische elementen, maar ook invloeden van de (buitenlandse) boulevardpers deed, evenals de teksten, volgens critici aan dada (Gifkikker: 'Gaga') denken. Het blad bevatte onoplosbare doolhoven, vreemdsoortige prenten en beschouwingen over vele onderwerpen. Feiten en fictie liepen door elkaar.
NRC Handelsblad omschreef het tijdschrift als het 'Haarlemse scheldblad Gifkikker'.

## Geschiedenis
Gifkikker werd uitgegeven in Haarlem. De eerste nummers werden gekopieerd, later verscheen Gifkikker in offsetdruk. Het tijdschrift kende abonnementen en was te koop bij boekwinkels en nieuwscentra in Nederland en Vlaanderen. De oplage bedroeg uiteindelijk, bij het laatste nummer in 1982, circa 250 exemplaren.
De redactie bestond uit Rengert Elburg (1965) en Bram van Uchelen (1964). Mensen die bijdragen leverden, waren onder anderen: Gerrit Achterwerk, Piet Breuken, Hans Doolaard, Louis Ferron, Ruerd Halbertsma, Jos Houweling, Wilma Janssen, Oek de Jong, Frits Jonker en Wim Meuldijk.
In 2005 werden via een Zwitserse website voor undergroundpublicaties exemplaren aangeboden voor 17 euro per stuk. De Gifkikker-cyclus is aanwezig in de collecties van de Koninklijke Bibliotheek te 's-Gravenhage en het Internationaal Instituut voor Sociale Geschiedenis te Amsterdam.

## Recensies en publicaties
Recensies en publicaties van, over of met Gifkikker zijn onder andere:
- Haarlems Dagblad, 18-08-1980: Hans Invernizzi, "Gifkikker: Haarlems meest toonaangevende funzine"
- Haarlems Weekblad, 03-12-1980: "Schrijven, drukken en verspreiden Gifkikker"
- De Silofoon, 1-1981: Femke en Marka, "Gifkikker. Steeds de slimste."
- De Nieuwe Linie, 04-11-1981: Berry Tunderman, "‘De ultra mini-pers’ > Gifkikker"
- Propria Cures, 10-10-1981: "Gifkikker: u heeft gelijk"
- Oprispingen, 7e jg, nummer onbekend, 1981: Bernard Seulsten, "Gifkikker: aanbevolen initiatief"
- Vrij Nederland, 13-02-1982: Berry Tunderman, "De Gifkikker" (onderdeel kleurkatern)
- Maniac Schoolagenda, editie 1982/'83: Marc Nelissen
- Haarlems Weekblad, 15-12-1982: "Gifkikker verdwijnt"
- NRC Handelsblad, 20-12-1982: Reinjan Mulder, "Aanbod beurs kleine uitgevers Paradiso gevarieerder dan ooit"
- Tijdschrift Jeugd en Samenleving, jg. 21, nr. 2/3, 1991: Tjebbe van Tijen, "Je bevrijden van de drukpers"

Radio-uitzendingen over of met Gifkikker:
- STAD Radio Amsterdam, augustus 1980
- Dubbellisjes (VARA, Radio 3), 13 december 1981